# Hemmschwelle
Hemmschwelle bezeichnet eine psychologische Grenze, bis zu der eine Person aufgrund ihrer selbstgewählten oder von ihr anerkannten gesellschaftlichen Normen daran gehindert wird, eine bestimmte Handlung auszuführen.
Ein Beispiel hierfür ist die regelmäßige Weigerung des Menschen, einen anderen Menschen körperlich zu verletzen oder zu töten. Diese durch instinktive Hemmung (Humanethologie), Erziehung, Moral und Gesetz aufgebaute Hemmschwelle wird in aller Regel nur in besonderen Situationen überschritten, etwa nach starkem Alkoholgenuss, infolge psychischer Störungen oder durch gezielte Indoktrination. Die Hemmschwelle kann aber auch bei Gefahr für den eigenen Leib, das Leben und das Eigentum oder für einen nahe stehenden Menschen überwunden werden bei Notstand- oder Notwehrhandlungen, um eine Gefahr von schutzwürdigen Rechtsgütern abzuwenden. Bei Tötungsdelikten ist nach der strafrechtlichen Hemmschwellentheorie das Vorliegen eines Tötungsvorsatzes erst nach einer Gesamtschau aller objektiven Tatumstände zu bejahen.
Auch Tieren wird gelegentlich eine „Hemmschwelle“ für bestimmte Formen des aggressiven Verhaltens zugeschrieben. Das bekannteste Beispiel aus der Verhaltensbiologie ist die Beißhemmung als Beispiel einer Aggressionshemmung. Beim Menschen können außer verhaltensbiologisch bedingten Hemmungen auch anerzogene Hemmungen bestehen, die ihn daran hindern, erwünschte Handlungen auszuführen (Schüchternheit).

## Belege
1. ↑  vergl. die Definition auf dwds.de.